# Enock Koech
Enock Koech (* 4. April 1981) ist ein kenianischer Mittel- und Langstreckenläufer.

## Leben
Koech gehört der Ethnie der Nandi an und kommt aus Kericho in der Provinz Rift Valley. Er besuchte die Schule von Lelmokwo bis 1999 und fing dann mit dem Laufen an. 2000 wurde er von Jos Hermens’ Firma Global Sports Communications unter Vertrag genommen und begann mit dem Training bei Patrick Sang.
Nachdem er bei verschiedenen Crossläufen erfolgreich war, siegte er Anfang 2001 bei der nationalen Meisterschaft in dieser Disziplin auf der Kurzstrecke von 4 km und verwies dabei die beiden Erstplatzierten der Crosslauf-Weltmeisterschaften des Vorjahres, John Kemboi Kibowen und Sammy Kipketer, auf die Plätze. Bei den Crosslauf-Weltmeisterschaften in Ostende siegte er dann über dieselbe Distanz vor Kenenisa Bekele, der in den Folgejahren diesen Wettkampf fünfmal in Folge gewann.
Danach bestritt er eine erfolgreiche Bahnsaison und war der achtschnellste 1500-Meter-Läufer des Jahres. Im Jahr darauf musste er seinen Start bei den Crosslauf-Weltmeisterschaften kurzfristig wegen einer Malariaerkrankung absagen. Danach gelang es ihm nicht mehr, an seine früheren Leistungen anzuknüpfen.

## Persönliche Bestzeiten
- 1500 m: 3:31,28 min, 17. August 2001, Zürich
- 1 Meile: 3:51,50 min, 29. Juni 2001, Rom
- 2000 m: 4:55,92 min, 31. August 2001, Berlin
- 3000 m: 7:50,33 min, 5. Juni 2005, Cottbus